# Waterfalls (canción de TLC)
«Waterfalls» (en idioma español: «cascadas») es una canción del trío estadounidense TLC. Fue escrita por la integrante del grupo Lisa «Left Eye» Lopes junto a Marqueze Etheridge y Organized Noize para el segundo álbum de estudio de TLC, titulado CrazySexyCool, publicado en 1995. La canción fue lanzada como tercer sencillo del disco el 29 de mayo de 1995 en los Estados Unidos y el 5 de agosto del mismo año en el Reino Unido.
A menudo considerada como la canción insignia del grupo, «Waterfalls» llegó a los primeros cinco lugares de las listas de éxitos de varios territorios. La canción pasó siete semanas en la primera posición del ranking Billboard Hot 100, convirtiéndose en el segundo tema de TLC en llegar al tope de esa lista. En el ranking elaborado por la revista Billboard a fines de 1995, la canción quedó en el segundo lugar.
«Waterfalls» recibió críticas positivas de los especialistas y obtuvo dos nominaciones a los premios Grammy de 1996 en las categorías Mejor grabación del año y Mejor interpretación vocal pop de un grupo o dúo. La canción toma prestada su metáfora central y contiene una letra casi idéntica a la de «Waterfalls», compuesta por Paul McCartney en 1979 para su disco McCartney II.
La canción habla sobre las drogas ilícitas, la promiscuidad y el VIH/sida. El video musical que la acompañó fue exitoso comercialmente y ovacionado por la crítica, llegando a ganar cuatro premios MTV Video Music Awards en 1995, incluyendo el de Video del año.

## Video musical
TLC debió presionar al ejecutivo discográfico L.A. Reid para conseguir presupuesto para el videoclip, el cual fue rodado en Universal Studios Hollywood el 8 y 9 de junio de 1995. El video estuvo a cargo del director F. Gary Gray e incluye apariciones de Ella Joyce, Bokeem Woodbine, Shyheim, Paul J. Alessi y Gabrielle Bramford.
Tal como la canción, el video toca temas como las drogas y el VIH/sida, dos crisis ocurridas durante los años 1990. Un joven (Shyheim) ignora el consejo de su madre y continúa vendiendo drogas, resultando muerto después de una transacción. En otra escena, una mujer intenta convencer a su pareja (Alessi) de no utilizar un preservativo. Después de eso, él se mira al espejo y nota que en su rostro tiene un sarcoma de Kaposi, un temprano síntoma del sida. Posteriormente, mira un pequeño portarretratos en el vestidor de ella, el cual muestra a todas las personas con las que ella se ha relacionado sexualmente. El video también intercala escenas de versiones licuadas de TLC cantando paradas sobre el océano frente a una cascada real. Al final del video, el joven narcotraficante reaparece e intenta aproximarse a su madre, pero desaparece. La pareja también se desvanece, ya que ambos fallecen de sida.
El videoclip ganó cuatro premios en los MTV Video Music Awards de 1995: Video del año, Mejor video grupal, Mejor video de rythm & blues y Elección de los televidentes.